# USS Shubrick (DD-268)
Za druga plovila z istim imenom glejte USS Shubrick.
USS Shubrick (DD-268) je bil rušilec razreda Clemson v sestavi Vojne mornarice Združenih držav Amerike.
Rušilec je bil poimenovan po kontraadmiralu Williamu Branfordu Shubricku.

## Zgodovina
V sklopu sporazuma rušilci za baze je bila 26. novembra 1940 ladja predana Kraljevi vojni mornarici, kjer so ladjo preimenovali v HMS Ripley (G79).